# بيدرو راميريز فاسكيز
بيدرو راميريز فاسكيز (بالإسبانية: Pedro Ramírez Vázquez)‏ هو مخطط حضري وبروفيسور وموظف مدني ومهندس معماري ومصمم وفنان تشكيلي وسياسي مكسيكي، ولد في 16 أبريل 1919 في مدينة مكسيكو في المكسيك، وتوفي بنفس المكان في 16 أبريل 2013.

## روابط خارجية
- بيدرو راميريز فاسكيز على موقع أوليمبيديا (الإنجليزية)